# Jan Gommers (1916)
Jan Gommers (Rotterdam, 1 maart 1916 - Aldaar, 27 juli 2002) was een Nederlands wielrenner. Gommers reed bijna zijn gehele carrière individueel en reed voornamelijk criteriums. Gommers was een van de eerste Nederlands wielrenners die meedeed aan de Ronde van Frankrijk, in 1939. Doordat hij last kreeg van steenpuisten op het zitvlak moest hij echter na zes dagen al opgeven.
In 1936 werd hij derde op het Nederlands kampioenschap wielrennen op de weg bij de elite, achter Kees Pellenaars (kampioen) en Louis van Schijndel (tweede).
De carrière van Gommes werd voortijdig afgebroken toen het Nederlandse leger in 1939 werd gemobiliseerd en hij in dienst moest. Gommers overleefde de oorlog en overleed in 2002 in Rotterdam.
Naast deze Jan Gommers was er nog een andere wielrenner met dezelfde naam, ze zijn geen familie van elkaar. Zie Jan Gommers (1955).

## Overwinningen
1936
- Criterium van Dongen

1938
- Rotterdam-Feyenoord

1939
- GP Stad Vilvoorde
- Criterium van Deurne (B-rit)

## Grote rondes
| Jaar | Ronde van Italië | Ronde van Frankrijk | Ronde van Spanje |
| ---- | ---------------- | ------------------- | ---------------- |
| 1939 |                  | opgave              |                  |